# Funzione suriettiva

Un esempio di funzione suriettiva: non esiste alcun elemento di Y che non sia puntato da un elemento di X

In matematica, una funzione si dice suriettiva (o surgettiva, o una suriezione) quando ogni elemento del codominio è immagine di almeno un elemento del dominio. In tal caso si ha che l'immagine coincide con il codominio.

## Definizione
Una funzione {\displaystyle f\colon X\rightarrow Y} è detta suriettiva se {\displaystyle \forall y\in Y,\exists x\in X|f(x)=y}.
La composta di due funzioni suriettive è a sua volta suriettiva; ma se {\displaystyle g\circ f} è suriettiva, possiamo concludere solo che {\displaystyle g} è suriettiva

### Esempi
- Per ogni insieme {\displaystyle X}, la funzione identità {\displaystyle \mathrm {id} _{X}} su {\displaystyle X} è suriettiva.
- La funzione {\displaystyle f:\mathbb {R} \rightarrow \mathbb {R} } definita da {\displaystyle f(x)=2x+1} è suriettiva, perché per ogni numero reale {\displaystyle y} si ha {\displaystyle f(x)=y} dove {\displaystyle x} è {\displaystyle {\frac {y-1}{2}}}.
- La funzione logaritmo naturale {\displaystyle \ln \colon \mathbb {R} ^{+}\rightarrow \mathbb {R} } è suriettiva.
- Sia la parabola {\displaystyle f(x)=x^{2}} definita in maniera seguente: {\displaystyle f\colon \mathbb {R} \longrightarrow \mathbb {R} }; questa funzione non è suriettiva in quanto l'insieme delle immagini è costituito da tutti i numeri reali non negativi. Per rendere suriettiva questa funzione è sufficiente effettuare questa restrizione: {\displaystyle f\colon \mathbb {R} \longrightarrow \mathbb {R} ^{+}\cup \{0\}}, ovvero considerare un codominio diverso.

Graficamente la suriettività può essere vista in questo modo: se abbiamo una funzione reale di una variabile reale che è suriettiva allora tracciando sul piano cartesiano una qualsiasi retta parallela all'asse {\displaystyle x} di equazione {\displaystyle y=h} con {\displaystyle h} scelto nel codominio della funzione, allora questa retta orizzontale intersecherà il grafico della funzione almeno una volta.

## Proprietà
- Una funzione {\displaystyle f\colon X\rightarrow Y} è suriettiva se e solo se esiste una funzione {\displaystyle g:Y\rightarrow X} tale che {\displaystyle f\circ g} è la funzione identità su {\displaystyle Y} (tale proposizione è equivalente all'assioma della scelta).
- Se {\displaystyle f} e {\displaystyle g} sono entrambe suriettive, allora {\displaystyle f\circ g} è suriettiva.
- Se {\displaystyle f\circ g} è suriettiva, allora {\displaystyle f} è suriettiva (ma {\displaystyle g} può non esserlo).
- {\displaystyle f\colon X\rightarrow Y} è suriettiva se e solo se, per ogni coppia di funzioni {\displaystyle g,h:Y\rightarrow Z}, ogni volta che {\displaystyle g\circ f=h\circ f}, allora {\displaystyle g=h}. In altri termini, le funzioni suriettive sono esattamente gli epimorfismi nella categoria {\displaystyle Ins} di tutti gli insiemi.
- Se {\displaystyle f\colon X\rightarrow Y} è suriettiva e {\displaystyle B} è un sottoinsieme di {\displaystyle Y}, allora {\displaystyle f(f^{-1}(B))=B}. Ne consegue che {\displaystyle B} può essere ricostruito dalla sua controimmagine {\displaystyle f^{-1}(B)}.
- Per ogni funzione {\displaystyle h\colon X\rightarrow Z} esistono una suriezione {\displaystyle f} e una funzione iniettiva {\displaystyle g} tale che {\displaystyle h} può essere decomposta come {\displaystyle h=g\circ f}. Tale decomposizione è unica a meno di un isomorfismo, e {\displaystyle f} può essere vista come una funzione avente gli stessi valori di {\displaystyle h} ma il cui codominio è ristretto all'insieme immagine {\displaystyle h(W)} di {\displaystyle h}, che è un sottoinsieme del codominio {\displaystyle Z} di {\displaystyle h}.
- Aggregando insieme tutte le controimmagini di una prefissata immagine, ogni funzione suriettiva induce una funzione biunivoca definita sul quoziente del suo dominio. In particolare, ogni funzione suriettiva {\displaystyle f:A\rightarrow B} può essere fattorizzata in una proiezione seguita da una biiezione nel seguente modo. Sia {\displaystyle A/{\sim }} l'insieme delle classi di equivalenza di {\displaystyle A} rispetto alla seguente relazione d'equivalenza: {\displaystyle x\sim y\Leftrightarrow f(x)=f(y)}. Sia {\displaystyle P(\sim )\colon A\rightarrow A/{\sim }} la proiezione che associa ogni {\displaystyle x\in A} alla sua classe d'equivalenza{\displaystyle [x]_{\sim }}, e sia {\displaystyle f_{P}\colon A/{\sim }\rightarrow B} la funzione ben definita data da {\displaystyle f_{P}([x]_{\sim })=f(x)}. Allora {\displaystyle f=f_{P}\circ P(\sim )}.
- Se {\displaystyle f:X\rightarrow Y} è suriettiva e {\displaystyle X,Y} sono insiemi finiti, allora {\displaystyle X} ammette almeno lo stesso numero di elementi di {\displaystyle Y}.
- Se {\displaystyle X} e {\displaystyle Y} sono finiti con lo stesso numero di elementi, allora {\displaystyle f:X\rightarrow Y} è suriettiva se e solo se {\displaystyle f} è iniettiva.

### Numero di funzioni suriettive
Il numero di funzioni suriettive da un insieme finito {\displaystyle A} con {\displaystyle a} elementi a un insieme finito {\displaystyle B} con {\displaystyle b} elementi è pari a 0 se {\displaystyle a<b} (vedi proprietà 8). Nel caso meno banale in cui {\displaystyle a\geqslant b} il numero di funzioni suriettive da {\displaystyle A} a {\displaystyle B}, indicato con {\displaystyle S_{ab}}, sarà dato dalla seguente relazione di ricorrenza:
{\displaystyle S_{a,1}=1,}
{\displaystyle S_{a,b}=b^{a}-\sum _{k=1}^{b-1}{\binom {b}{k}}S_{a,k}.}
Per giustificare questa formula basti pensare al fatto che, per calcolare {\displaystyle S_{ab}}, basta contare quante sono tutte le {\displaystyle f\colon A\to B} (cioè {\displaystyle b^{a}}) e sottrarre quelle non suriettive. Le funzioni non suriettive hanno come immagine un sottoinsieme più piccolo di {\displaystyle B}, di cardinalità {\displaystyle 1\leqslant k\leqslant b-1}. Per ogni {\displaystyle k} si sottrarrà dunque {\displaystyle S_{ak}} tante volte quanti sono i possibili modi di scegliere i {\displaystyle k} elementi su {\displaystyle b} disponibili e cioè {\displaystyle {\binom {b}{k}}}.
La formula che utilizza i numeri di Stirling di seconda specie è la seguente {\displaystyle S_{a,b}=b!\left\{{\begin{matrix}a\\b\end{matrix}}\right\}} 
Per esempio {\displaystyle S_{5,3}=3!\left\{{\begin{matrix}5\\3\end{matrix}}\right\}=3!25=150~~~~S_{5,2}=2!\left\{{\begin{matrix}5\\2\end{matrix}}\right\}=2!15=30~~~~S_{5,1}=1!\left\{{\begin{matrix}5\\1\end{matrix}}\right\}=1!1=1}
Anche mediante l'altra formula {\displaystyle S_{5,3}=3^{5}-({\binom {3}{1}}1+{\binom {3}{2}}30)=243-93=150}.